# Jia Fan
Jia Fan était un général chinois sous le règne du duc Gongsun Yuan, assujetti au royaume de Wei, lors de la période des Trois Royaumes (220-265) en Chine antique. 
Lorsque Gongsun Yuan voulut se déclarer roi, faisant sécession avec le royaume de Wei, Jia Fan, alors lieutenant-commandant, manifesta son désaccord, affirmant que ce geste serait perçu comme une rébellion et que celle-ci serait rapidement réprimée. Il fut rapidement condamné à mort par son seigneur Gongsun Yuan. Lun Zhi tenta de convaincre Gongsun Yuan du bon sens des affirmations de Jia Fan, mais ce dernier, enragé par ses propos, ordonna l’exécution des deux critiques. 
Après que Sima Yi eut réprimé la rébellion en l’an 238, la tombe de Jia Fan fut honorée et des positions officielles furent données à sa progéniture.